# Liste der Monuments historiques in Hure (Gironde)
Die Liste der Monuments historiques in Hure (Gironde) führt die Monuments historiques in der französischen Gemeinde Hure auf.

## Liste der Objekte
| Bezeichnung                                | Beschreibung                                    | Standort                                     | Kennzeichnung | Schutzstatus | Datum | Bild |
| ------------------------------------------ | ----------------------------------------------- | -------------------------------------------- | ------------- | ------------ | ----- | ---- |
| Gallo-römisches Bodenmosaik                |                                                 |                                              | PM33000545    | Classé       | 1913  |      |
| Kanzel                                     | Holz und Marmor                                 | in der Kirche St-Martin (Lage)               | PM33002480    | Inscrit      | 1914  |      |
| Hauptaltar mit Predella und Tabernakel     | Marmor, 19. Jahrhundert                         | in der Kirche St-Martin (Lage)               | PM33002481    | Classé       | 2014  |      |
| Ölgemälde Madonna mit Kind                 | um 1800                                         | in der Sakristei der Kirche St-Martin (Lage) | PM33002477    | Inscrit      | 2014  |      |
| Ölgemälde Kreuztragung                     | eine Kopie des 19. Jahrhunderts nach Dominiquin | in der Sakristei der Kirche St-Martin (Lage) | PM33002476    | Inscrit      | 2014  |      |
| Ölgemälde Treffen zweier Bischöfe          | 16. Jahrhundert                                 | in der Kirche St-Martin (Lage)               | PM33002478    | Inscrit      | 2014  |      |
| Ölgemälde Martyrium des heiligen Eutropius | 16. Jahrhundert                                 | in der Kirche St-Martin (Lage)               | PM33002479    | Inscrit      | 2014  |      |